# Pietro Bartolo
Pietro Bartolo   (Lampedusa e Linosa, 10 de febrer de 1956) és un metge i polític italià. Des del 2019, és diputat del Parlament Europeu en el grup dels Socialistes i Demòcrates.
És conegut per haver estat, del 1992 al 2019, el responsable de les revisions mèdiques als migrants que arribaven per mar a l'illa de Lampedusa. Al llarg de més de 25 anys, es calcula que va atendre prop de 250.000 refugiats.

## Trajectòria
Bartolo va néixer en una família de pescadors i va passar la seva infància a l'illa de Lampedusa. Estava destinat a ser pescador, com el seu pare, però als 16 anys va patir un accident en caure d'un vaixell que va estar a punt de costar-li la vida. L'incident el va empènyer a estudiar medicina i cirurgia a la Universitat de Catània, a Sicília. Es va especialitzar en obstetrícia i ginecologia.
Després de treballar un temps a Catània i Siracusa, Bartolo va tornar a Lampedusa. El 1988 va ser nomenat responsable del servei mèdic de les Forces Aèries Italianes a Lampedusa, a més de treballar com a metge de Creu Roja, i el 1991, tècnic de salut de les Illes Pelàgiques.
El 1993 va esdevenir responsable dels serveis de salut de Lampedusa, incloent l'únic centre mèdic de l'illa. Entre altres tasques, es va encarregar de coordinar l'atenció sanitària als migrants que desembarcaven a l'illa, formant part del comitè tècnic creat per gestionar l'emergència.
El març del 2011 va ser nomenat coordinador de totes les activitats de salut a les illes Pelàgies pel conseller sicilià de Salut, Massimo Russo, incloent les ONGs i voluntaris que hi treballen.
El 2013, tot i haver patit un accident vascular cerebral poques setmanes abans, va ser una de les persones que van auxiliar els supervivents d'un dels naufragis més mortífers de la història d'Itàlia, amb més de 360 morts.

### Carrera política
Pietro Bartolo va ser regidor al municipi de Lampedusa e Linosa del 1988 al 2007. A més, va ser tinent d'alcalde i regidor de Salut entre el 1988 i el 1993.
El 2018, el partit Lliures i Iguals va anunciar que Pietro Bartolo seria el seu candidat al Senat a les eleccions legislatives, però hi va renunciar argumentant que el seu lloc "era a Lampedusa".
El febrer del 2019, Bartolo es va afiliar a Democràcia Solidària, un dels partits adherits al Partit Democràtic. A les eleccions europees del 2019, va esdevenir candidat d'aquest partit a les circumscripcions d'Itàlia central i de les illes. Bartolo va ser el segon candidat del PD més votat i el tercer en total a la primera, amb 140.052 vots, i el segon més votat a la segona, amb 135.907 vots. Va optar per representar la circumscripció insular, d'on és originari, i va acceptar l'acta de diputat europeu el 2 de juliol del 2019.
Al Parlament Europeu, Bartolo és membre de l'Aliança Progressista de Socialistes i Demòcrates. És vicepresident de la comissió de Drets Civils, Justícia i Afers Interiors i de la delegació a l'Assemblea Paritària ACP-EU.
També és membre de la Comissió de Pesca i suplent a la delegació per a les relacions amb l'Iraq.

### Als mitjans de comunicació
Abans de la crisi dels refugiats del 2015, en què va començar a ser vist com un símbol arreu d'Europa, Pietro Bartolo ja s'havia fet un nom a Itàlia defensant, a diversos mitjans i programes de televisió, una política d'obertura respecte els immigrants i els refugiats i la necessitat d'obrir corredors humanitaris.
Bartolo es va fer especialment conegut, però, arran de protagonitzar el documental Fuocoammare, el 2016, que mostrava la seva feina en plena crisi.
Després de l'èxit del documental, que va guanyar un Os d'or i va estar nominat a un premi Oscar, Bartolo va empendre una tasca de conscienciació, amb xerrades a escoles i mitjans de diversos països.
El mateix 2016 va publicar, juntament amb la periodista Lidia Tilotta, el llibre Lacrime di sale: la mia storia quotidiana di medico de Lampedusa fra dolore e speranza (Llàgrimes de sal. La meva història quotidiana com a metge de Lampedusa entre el dolor i l'esperança). El llibre es va convertir en un èxit immediat i s'ha traduït a diverses llengües, entre les quals hi ha el català.
El 2018, Bartolo va publicar un segon llibre: Le stelle di Lampedusa. La storia di Anila e di altri bambini che cercano il loro futuro fra noi (Els estels de Lampedusa: la història d'Anila i d'altres nens que busquen el seu futur entre nosaltres).
La història de Bartolo també ha inspirat el llibre Kambirí, de l'escriptor terrassenc Lluís Prats, guardonat amb el premi Ramon Muntaner. El mateix Pietro Bartolo en va escriure el pròleg a l'edició italiana.
La seva vida, i especialment el llibre Lacrime di sale, van inspirar la pel·lícula de ficció Nour, estrenada el 2020. L'actor Sergio Castellitto l'interpreta.

## Vida personal
Pietro Bartolo és fill d'un pescador i té set germans. És l'únic que ha estudiat i s'ha convertit en metge.
Bartolo està casat amb una altra metgessa, anomenada Rita, amb qui es va conèixer mentre estudiaven. Es van casar poc després de graduar-se i tenen tres fills. La família viu a Lampedusa.
El 2016, Pietro Bartolo va intentar adoptar una nena que havia rescatat, però per la seva edat no li van deixar adoptar, després que la seva mare morís en un naufragi. La fotografia del metge amb el nadó es va fer viral i va provocar centenars de peticions d'adopció. Finalment, la nena va ser adoptada per una família d'acollida italiana.

## Reconeixements
- Reconeixement "Paul Harris Fellow", Rotary International, 2011
- Cavaller de l'Orde al Mèrit de la República Italiana, 2014
- Premi als Drets Humans Sergio Vieira de Mello, Timor Oriental, 2015
- Premi "Ripple of Hope" de la Fundació Robert F. Kennedy a Itàlia, 2016
- Premi Living Stone de la Fundació INLIA, Groningen, 2016
- Comandant de l'Orde al Mèrit de la República Italiana, 2016
- Premi de la Tolerància Marcel Rudloff, Estrasburg, 2017
- Ambaixador de bona voluntat d'Unicef, 2017
- Premi literari Leopold Staff a la personalitat de l'any, Varsòvia, 2017
- Cavaller Oficial de l'Orde de Santa Àgueda, San Marino, 2018[22]